# Calliodes barnsi
Calliodes barnsi là một loài bướm đêm trong họ Noctuidae.